# Lijst van voetbalinterlands Kaaimaneilanden - Saint Lucia
Deze lijst van voetbalinterlands is een overzicht van alle officiële voetbalwedstrijden tussen de nationale teams van de Kaaimaneilanden en Saint Lucia. De landen speelden tot op heden een keer tegen elkaar: een kwalificatiewedstrijd voor de CONCACAF Nations League 2019/20 op 17 november 2018 in George Town.

## Wedstrijden
| № | Plaats      | Datum            | Competitie                                   | Wedstrijd                 | Uitslag |
| - | ----------- | ---------------- | -------------------------------------------- | ------------------------- | ------- |
| 1 | George Town | 17 november 2018 | CONCACAF Nations League 2019/20 kwalificatie | Kaaimaneil. – Saint Lucia | 0 – 0   |

## Samenvatting
| Competitie                           | Totaal gespeeld | Winst Kaaimaneil. | Gelijk | Winst Saint Lucia | Doelsaldo Kaaimaneil. – Saint Lucia |
| ------------------------------------ | --------------- | ----------------- | ------ | ----------------- | ----------------------------------- |
| CONCACAF Nations League-kwalificatie | 1               | 0                 | 1      | 0                 | 0 − 0                               |
| Totaal                               | 1               | 0                 | 1      | 0                 | 0 − 0                               |

Wedstrijden bepaald door strafschoppen worden, in lijn met de FIFA, als een gelijkspel gerekend.
CIFA · A-internationals · Olympisch elftal · Kaaimaneilands vrouwenelftal
Amerikaanse Maagdeneilanden ·
Anguilla ·
Antigua en Barbuda ·
Aruba ·
Bahama's ·
Barbados ·
Belize ·
Bermuda ·
Britse Maagdeneilanden ·
Canada ·
Cuba ·
Dominicaanse Republiek ·
El Salvador · 
Grenada ·
Guyana ·
Haïti ·
Jamaica ·
Moldavië ·
Montserrat ·
Nederlandse Antillen ·
Nicaragua ·
Puerto Rico ·
Saint Kitts en Nevis ·
Saint Lucia ·
Saint Vincent en de Grenadines ·
Suriname ·
Trinidad en Tobago ·
Turks- en Caicoseilanden ·
Verenigde Staten
SLFA · Saint Luciaans vrouwenelftal
Amerikaanse Maagdeneilanden ·
Anguilla ·
Antigua en Barbuda ·
Aruba ·
Barbados ·
Bermuda ·
Britse Maagdeneilanden ·
Canada ·
Cuba ·
Curaçao ·
Dominica ·
Dominicaanse Republiek ·
El Salvador ·
Grenada ·
Guatemala ·
Guyana ·
Haïti ·
Jamaica ·
Kaaimaneilanden ·
Montserrat ·
Nederlandse Antillen ·
Panama ·
Puerto Rico ·
Saint Kitts en Nevis ·
Saint Vincent en de Grenadines ·
San Marino ·
Suriname ·
Trinidad en Tobago ·
Turks- en Caicoseilanden